# Marcus Sherels
Marcus John Sherels (* 30. September 1987 in Rochester, Minnesota) ist ein ehemaliger US-amerikanischer American-Football-Spieler auf der Position des Cornerbacks und Punt Returner. Zuletzt war er für die Minnesota Vikings in der National Football League (NFL) tätig, wo er zahlreiche Special Teams Franchise-Rekorde hält. Zudem stand er bereits den Miami Dolphins unter Vertrag.

## College
Sherels, der während der Highschool auch als Basketballer von sich Reden machte, besuchte die University of Minnesota und spielte für deren Mannschaft, die Golden Gophers, erfolgreich College Football. Er begann als Walk-on und spielte zunächst als Wide Receiver und in den Special Teams, wurde aber zum Cornerback umfunktioniert. Ihm gelangen zwischen 2007 und 2009 zwei Touchdowns, vier Interceptions und 106 Tackles.

## NFL

### Minnesota Vikings (2010 – 2019)
Beim NFL Draft 2010 fand Sherels keine Berücksichtigung, wurde aber danach von den Minnesota Vikings als Free Agent verpflichtet. Er schaffte es zwar nicht in den aktiven Kader, konnte sich aber einen Platz im Practice Squad sichern und kam dann sogar in der letzten Partie der Saison gegen die Detroit Lions zu seinem ersten Einsatz als Profi.
2011 wurde er als Return Specialist aufgeboten und kam bei bestimmten Spielzügen als Nickelback zum Einsatz. Da sein Team verletzungsgeplagt war, konnte er sogar dreimal als Starter auflaufen.
In den folgenden Jahren entwickelte er sich zu einer bestimmenden Spielerpersönlichkeit in den Special Teams, wobei besonders seine Leistungen als Punt Returner hervorstachen. Auf dieser Position hält Sherels diverse Franchise-Rekorde.

### New Orleans Saints (2019)
Am 21. März 2019 unterschrieb er bei den New Orleans Saints, die gerade für den Punt Return Handlungsbedarf erkannten, einen Einjahresvertrag.
Im Zuge der Kaderreduktion zu Beginn der Regular Season wurde er zunächst auf die Injured Reserve List gesetzt und einen Tag später überhaupt entlassen.

### Minnesota Vikings (2019)
Am 24. September 2019 wurde Sherels erneut von den Minnesota Vikings unter Vertrag genommen.

### Miami Dolphins (2019)
Nachdem er nach nur einem Monat wieder entlassen wurden, sicherten sich die Miami Dolphins seine Dienste. Nach nur 5 Partien wurde er allerdings auch hier wieder entlassen.

### Minnesota Vikings (2019)
Am 3. Januar 2020 verpflichteten ihn die Vikings zum zweiten Mal in der laufenden Saison.